# Saison 6 de New York 911
Chronologie
Saison 5
Cet article présente le guide des épisodes de la  sixième et dernière saison  de la série télévisée New York 911 (Third Watch).

## Distribution de la saison
- Jason Wiles (VF : Ludovic Baugin) : NYPD Officer Maurice « Bosco » Boscorelli
- Coby Bell (VF : Olivier Cordina) : NYPD Officer Tyrone « Ty » Davis, Jr.
- Skipp Sudduth (VF : Bruno Carna) : NYPD Officer John « Sully » Sullivan
- Anthony Ruivivar (VF : Luc Boulad) : FDNY Paramedic Carlos Nieto
- Molly Price (VF : Marjorie Frantz puis Sophie Lepanse) : NYPD Officer / détective Faith Yokas
- Aidan Quinn : Lieutenant John Miller
- Nia Long : NYPD Officer Sasha Monroe
- Josh Stewart : NYPD Officer Brendan Finney
- Kim Raver (VF : Brigitte Berges) : FDNY Paramedic Kimberly « Kim » Zambrano
- Michael Beach (VF : Frantz Confiac) : FDNY Paramedic Monte « Doc » Parker
- Yvonne Jung : FDNY Paramedic Holly Levine
- Tia Texada : NYPD Officer / détective Maritza Cruz
- Cara Buono : FDNY Paramedic Grace Foster

## Épisodes

### Épisode 1:Les Nouveaux Monstres
- États-Unis : 17 septembre 2004

- Tim Kang : Detective Kent Yoshihara
- Bill Sage : Orland
- Joe Badalucco : Jelly Grimaldi
- Sakina Jaffrey : Dr. Hickman
- Saundra McClain : Mary Proctor
- Darien Sills-Evans : Dr. Fields
- Matthew Arkin : Docteur
- Gene Simmons : Donald Mann

### Épisode 2:La Taupe
- États-Unis : 24 septembre 2004

- Elizabeth Regen : Val
- Joe Badalucco : Jelly Grimaldi
- Todd Williams : Detective Barlow
- Chris Bauer : Fred Yokas
- Aidan Quinn : lieutenant Miller
- Charles Haid : capitaine Finney

### Épisode 3:Dernières Volontés
- États-Unis : 1er octobre 2004

- Amy Ryan : Dr Jenny Hanson
- Josh Stewart : Brendan Finney
- Joe Lisi : Lieutenant Swersky
- Gordana Rashovich : Jizebe
- Armand Schultz : Dr. Chris Hanson
- Chris Bauer : Fred Yokas
- Aidan Quinn : Lieutenant John Miller

### Épisode 4:Obsession
- États-Unis : 15 octobre 2004

- Tony Crane : Hershel
- Ethan Suplee : Aaron Gordon
- Maggie Siff : Cindy

### Épisode 5:Le Chasseur chassé
- États-Unis : 22 octobre 2004

- Lothaire Bluteau : le junkie armé
- Chris Elliott : Jeffrey Barton
- Abby Wathen : Tara Connelly

### Épisode 6:Les plus grands enquêteurs du monde
- États-Unis : 29 octobre 2004

- Chris Elliott : Jeffrey Barton
- Ned Luke : Ron Connelly
- Heather Fairfield : Mrs. Connelly
- Abby Wathen : Tara Connelly
- Pamela Dunlap : Vivian Hill

### Épisode 7:Le Grand Saut
- États-Unis : 5 novembre 2004

- Michelle Hurst : Juge Connie Allen
- Jason Shaw : Stu Szczelaszczyk
- Anney Giobbe : Kathy Langelier

### Épisode 8:Brisé
- États-Unis : 12 novembre 2004

- Lord Jamar : Raymond Morris
- Dylan Baker : le conseiller Daniels
- Laura Stepp : Karen Daniels
- Geneva Carr : Caroline (Sarah en V.O.)

### Épisode 9:Les Péchés du père
- États-Unis : 19 novembre 2004

- Daniel Oreskes : Mr. Bukhari
- James Murtaugh : Chef Tom McInerney
- Robert Harte : Christopher Hayden

### Épisode 10:Sale Balance
- États-Unis : 3 décembre 2004

- Corbin Bernsen : Carter Savage
- Tawny Cypress : Sharon Burns
- Joe Urla : Paul Wilcox
- Pamela Stewart : Mrs. Wilcox

### Épisode 11:Pour l'honneur
- États-Unis : 7 janvier 2005

- Wings Hauser : Tommy "Boy" Mack
- William Sadler : Scotty Murray
- David Patrick Kelly : Danny McGowan
- Charles Haid : capitaine Finney

### Épisode 12:L'Amour vache
- États-Unis : 14 janvier 2005

- Mykelti Williamson : Détective Rice
- Manny Perez : Officier Manny Santiago

### Épisode 13: Évacuation
- États-Unis : 21 janvier 2005

- Mykelti Williamson : Détective Rice
- Colleen Clinton : Dr Lane

### Épisode 14:Pères et fils
- États-Unis : 4 février 2005

- Simon Billig : Mr. Reynolds
- Zach Savage : Ben Reynolds
- Alana Jerins : Evelyn Reynolds
- David Aaron Baker : Harris Perry
- Lisa Emery : Ms. Perry

### Épisode 15:Révélations
- États-Unis : 11 février 2004

- Manny Perez : Officier Manny Santiago
- Helen Mirren : Annie Foster
- David St. Louis : Darren Maddox
- Sebastian Sozzi : Robert Knapp

### Épisode 16:Épidémie
- États-Unis : 18 février 2005

- Neal McDonough : Dr Stephen Connor
- Kelli Williams : Dr Natalie Durant
- Sakina Jaffrey : Dr Hickman
- Wyclef Jean: Marcel Hollis

Première partie d'un crossover avec la série NIH : Alertes médicales (Medical Investigation) qui se conclut dans l'épisode 17 de cette série, En sursis (Half Life) :

### Épisode 17:Naissance d'un caïd
- États-Unis : 25 février 2005

- Joe Badalucco : Jelly Grimaldi
- Manny Perez : Officier Manny Santiago
- Matt Stadelmann : Peter Pearson

### Épisode 18:Dans la ligne de tir
- États-Unis : 8 avril 2005

- Tonye Patano : Danielle, la mère désespérée
- Merle Dandridge : Nikki
- Yolonda Ross : Lynette
- Dequina Moore : Tania Monroe

### Épisode 19:Racines
- États-Unis : 15 avril 2005

- Reg E. Cathey : Jaime Castro
- Gerrit Graham : Charles Benjamin, le père de Holly
- Valerie Perrine : Merlene, la mère de Holly

### Épisode 20:À chacun son dieu
- États-Unis : 22 avril 2005

- Joe Badalucco : Jelly Grimaldi
- Manny Perez : Officier Manny Santiago
- Kristin Griffith : mère de Stevie
- Luke Robertson : Dante
- Peter Scanavino : Stephen 'Stevie' Hart
- J. Tucker Smith : Peter Hart
- Harris Yulin : Jonathan Turner
- Susan Kelechi Watson : Emma St. Claire
- Chris Stack : Tommy Turner

### Épisode 21:Fin de service
- États-Unis : 29 avril 2005

- Harris Yulin : Jonathan Turner
- Jason Shaw : Stu Szczelaszczyk
- Chris Stack : Tommy Turner
- Susan Kelechi Watson : Emma St. Claire
- Peter Scanavino : Stephen 'Stevie' Hart
- Lindsey Kraft : Penelope
- Jennifer Riker : Jennifer Deschene
- Deric McNish : Tristan
- Wyclef Jean : Marcel Hollis
- Manny Perez : Officier Manny Santiago

### Épisode 22:Adieu Camelot
- États-Unis : 6 mai 2005

- Michael Beach : Monte Parker
- Eddie Cibrian : Jimmy Doherty
- Kim Raver : Kim Zambrano
- Jason Shaw : Stu Szczelaszczyk
- Wyclef Jean : Marcel Hollis
- Manny Perez : Officier Manny Santiago

Le commissariat est attaqué à grand renfort de grenades. L’avant du bâtiment est mitraillé par des gangsters venus faire évader Marcel Hollis. Un incendie se déclare; bloquant Cruz et Monroe à l’intérieur, mais les pompiers interviennent et réussissent à les sortir du bâtiment. 
Dans le feu de l'action, un Carlos excédé demande spontanément en mariage Holly, qui accepte avec enthousiasme.
Cruz se rend au quartier général de Hollis pour le convaincre de se rendre, mais celui-ci la prend de haut. Il ne sait pas qu'elle a une grenade dans chaque poche, et elle les dégoupille, tuant Hollis, son gang et elle-même.
Carlos va voir « Doc » à l'hôpital psychiatrique où il est enfermé, lui annonce son mariage imminent avec Holly et lui demande des conseils pour le réussir. 
La brigade de « Camelot » ferme pour travaux, tout le monde est transféré, Sully et Bosco parcourent les lieux avec nostalgie.
Environ cinq ans plus tard, Sully raconte le parcours de nos protagonistes:
- Lui-même s'est retiré dans une cabane au bord d'un lac.
- Faith, transférée au grand banditisme, fait équipe avec le capitaine Miller, et ils sont en couple.
- Ty et Brendan sont affectés à la brigade criminelle, où ils effectuent un travail remarquable. Ty est désormais lieutenant et Brendan sergent.
- Grace et Brendan sont mariés, et Grace est enceinte.
- Sasha est bien placée pour entrer au conseil municipal.
- Carlos et Holly se sont également unis, ils ont désormais trois enfants et vivent à Staten Island.
- Le lieutenant Swersky, après avoir été promu préfet de police adjoint, a pris sa retraite et s'occupe de ses douze petits-enfants.
- Walsh, Derek et Stu ont également été promus à des postes de responsabilité et continuent à lutter contre le feu.
- Kim et Jimmy ont un nouvel enfant.
- Cruz a reçu la médaille d'honneur à titre posthume, Manny fleurit sa tombe tous les matins.
- Et Bosco continue à courir après les criminels, comme il l'a toujours fait.